# Тоті Гоміш
То́те Анто́ніу Го́міш (порт. Tote António Gomes), також відомий просто як То́ті (ісп. Toti; нар. 16 січня 1999, Бісау) — португальський футболіст, захисник англійського клубу «Вулвергемптон Вондерерз» і збірної Португалії.

## Клубна кар'єра

### «Ештуріл-Прая»
Виступав за молодіжні команди «Фонтейнаш» і «Драматіку Кашиаш», а 2017 року приєднався до системи клубу «Ештуріл-Прая». 5 травня 2019 року дебютував в основному складі «Ештуріла» в матчі Другої ліги проти клубу «Академіку» (Візеу).

### «Вулвергемптон Вондерерз»
2 вересня 2020 року перейшов в англійський клуб Прем'єр-ліги «Вулвергемптон Вондерерз», підписавши п'ятирічний контракт, а сума трансферу становила близько 800 тисяч євро.

#### Оренда в «Грассгоппер»
4 вересня 2020 року відправився в сезонну оренду в швейцарський «Грассгоппер», що виступає у Челендж-лізі. 12 вересня 2020 року дебютував за «Грассгопер» в матчі Кубка Швейцарії проти клубу «Лозанна Уші», замінивши Александара Цветковича. 18 вересня в поєдинку проти «Вінтертура» дебютував у Челлендж-лізі, вийшовши в стартовому складі. 20 жовтня 2020 року в матчі проти «Крієнса» забив свій перший гол за клуб. За час оренди провів за «Грассгоппер» 36 зустрічей, в яких забив 2 м'ячі, допомігши команді здобути підвищення в класі.
29 червня 2021 року стало відомо, що гравець залишився в оренді в «Грассгоппері» ще на один сезон. 25 липня в матчі проти «Базеля» дебютував у швейцарській Суперлізі. 7 серпня в поєдинку проти «Лозанни» забив свій перший гол в Суперлізі.

#### Повернення у «Вулвергемптон»
Першу половину сезону 2021–22 відіграв за «Грассгоппер», а в січні 2022 року достроково повернувся з оренди до «Вулвергемптона». 15 січня 2022 року дебютував за «Вулвергемптон» в матчі Прем'єр-ліги проти «Саутгемптона», вийшовши в стартовому складі. 21 березня 2022 року продовжив контракт з клубом до 2027 року. 6 травня 2023 року в матчі Прем'єр-ліги проти «Астон Вілли» забив свій перший гол за «Вулвергемптон».
8 лютого 2024 року продовжив контракт з клубом до 2029 року. 20 травня 2025 року матч Прем’єр-ліги проти «Крістал Пелес» став для нього ювілейним, 100-им, в складі «Вулвергемптона».

## Кар'єра в збірній
Виступав за збірну Португалії до 20 років.
29 травня 2023 року вперше викликаний до збірної Португалії головним тренером Роберто Мартінесом для участі в матчах відбіркового турніру до чемпіонату Європи 2024 проти збірних Боснії і Герцеговини та Ісландії. 16 листопада 2023 року в поєдинку кваліфікації до чемпіонату Європи 2024 проти збірної Ліхтенштейну дебютував за збірну Португалії, вийшовши в стартовому складі.

## Статистика виступів

### Клубна статистика
Станом на 16 серпня 2025
| Клуб                    | Сезон             | Чемпіонат         | Чемпіонат | Чемпіонат | Кубок | Кубок | Кубок ліги | Кубок ліги | Інші  | Інші | Всього | Всього |
| Клуб                    | Сезон             | Дивізіон          | Матчі     | Голи      | Матчі | Голи  | Матчі      | Голи       | Матчі | Голи | Матчі  | Голи   |
| ----------------------- | ----------------- | ----------------- | --------- | --------- | ----- | ----- | ---------- | ---------- | ----- | ---- | ------ | ------ |
| Ештуріл                 | 2018–19           | Друга ліга        | 3         | 0         | 0     | 0     | 0          | 0          | 0     | 0    | 3      | 0      |
| Ештуріл                 | 2019–20           | Друга ліга        | 0         | 0         | 0     | 0     | 0          | 0          | 0     | 0    | 0      | 0      |
| Ештуріл                 | Всього            | Всього            | 3         | 0         | 0     | 0     | 0          | 0          | 0     | 0    | 3      | 0      |
| Вулвергемптон Вондерерз | 2020–21           | Прем'єр-ліга      | 0         | 0         | 0     | 0     | 0          | 0          | —     | —    | 0      | 0      |
| Вулвергемптон Вондерерз | 2021–22           | Прем'єр-ліга      | 4         | 0         | 1     | 0     | —          | —          | —     | —    | 5      | 0      |
| Вулвергемптон Вондерерз | 2022–23           | Прем'єр-ліга      | 17        | 1         | 2     | 0     | 1          | 0          | —     | —    | 20     | 1      |
| Вулвергемптон Вондерерз | 2023–24           | Прем'єр-ліга      | 35        | 1         | 5     | 0     | 2          | 1          | —     | —    | 42     | 2      |
| Вулвергемптон Вондерерз | 2024–25           | Прем'єр-ліга      | 30        | 0         | 2     | 0     | 1          | 0          | —     | —    | 33     | 0      |
| Вулвергемптон Вондерерз | 2025–26           | Прем'єр-ліга      | 1         | 0         | 0     | 0     | 0          | 0          | —     | —    | 1      | 0      |
| Вулвергемптон Вондерерз | Всього            | Всього            | 87        | 2         | 10    | 0     | 4          | 1          | 0     | 0    | 101    | 3      |
| → Грассгоппер           | 2020–21           | Челендж-ліга      | 34        | 2         | 2     | 0     | —          | —          | —     | —    | 36     | 2      |
| → Грассгоппер           | 2021–22           | Суперліга         | 16        | 1         | 1     | 0     | —          | —          | —     | —    | 17     | 1      |
| → Грассгоппер           | Всього            | Всього            | 50        | 3         | 3     | 0     | 0          | 0          | 0     | 0    | 53     | 3      |
| Всього за кар'єру       | Всього за кар'єру | Всього за кар'єру | 139       | 5         | 13    | 0     | 4          | 1          | 0     | 0    | 156    | 6      |

### Міжнародна статистика
Станом на 21 березня 2024 
| Збірна            | Сезон             | Товариські | Товариські | Офіційні | Офіційні | Всього | Всього |
| Збірна            | Сезон             | Матчі      | Голи       | Матчі    | Голи     | Матчі  | Голи   |
| ----------------- | ----------------- | ---------- | ---------- | -------- | -------- | ------ | ------ |
| Португалія        |                   |            |            |          |          |        |        |
| 2023              | 0                 | 0          | 1          | 0        | 1        | 0      |        |
| 2024              | 1                 | 0          | 0          | 0        | 1        | 0      |        |
| Всього за кар'єру | Всього за кар'єру | 1          | 0          | 1        | 0        | 2      | 0      |

### Матчі за збірну
Станом на 21 березня 2024 
| Матчі Тоті Гоміша за збірну Португалії | Матчі Тоті Гоміша за збірну Португалії | Матчі Тоті Гоміша за збірну Португалії | Матчі Тоті Гоміша за збірну Португалії | Матчі Тоті Гоміша за збірну Португалії | Матчі Тоті Гоміша за збірну Португалії | Матчі Тоті Гоміша за збірну Португалії | Матчі Тоті Гоміша за збірну Португалії |
| №                                      | Дата                                   | Суперник                               | Рахунок                                | Голи                                   | Картки                                 | Хвилини                                | Змагання                               |
| -------------------------------------- | -------------------------------------- | -------------------------------------- | -------------------------------------- | -------------------------------------- | -------------------------------------- | -------------------------------------- | -------------------------------------- |
| 1                                      | 16 листопада 2023                      | Ліхтенштейн                            | 2–0                                    |                                        |                                        | 90'                                    | Відбіркові матчі ЧЄ-2024               |
| 2                                      | 21 березня 2024                        | Швеція                                 | 5–2                                    |                                        |                                        | 45'                                    | Товариський матч                       |

Всього: 2 матчі / 0 голів; 2 перемоги, 0 нічиїх, 0 поразок.